# اره ژاپنی

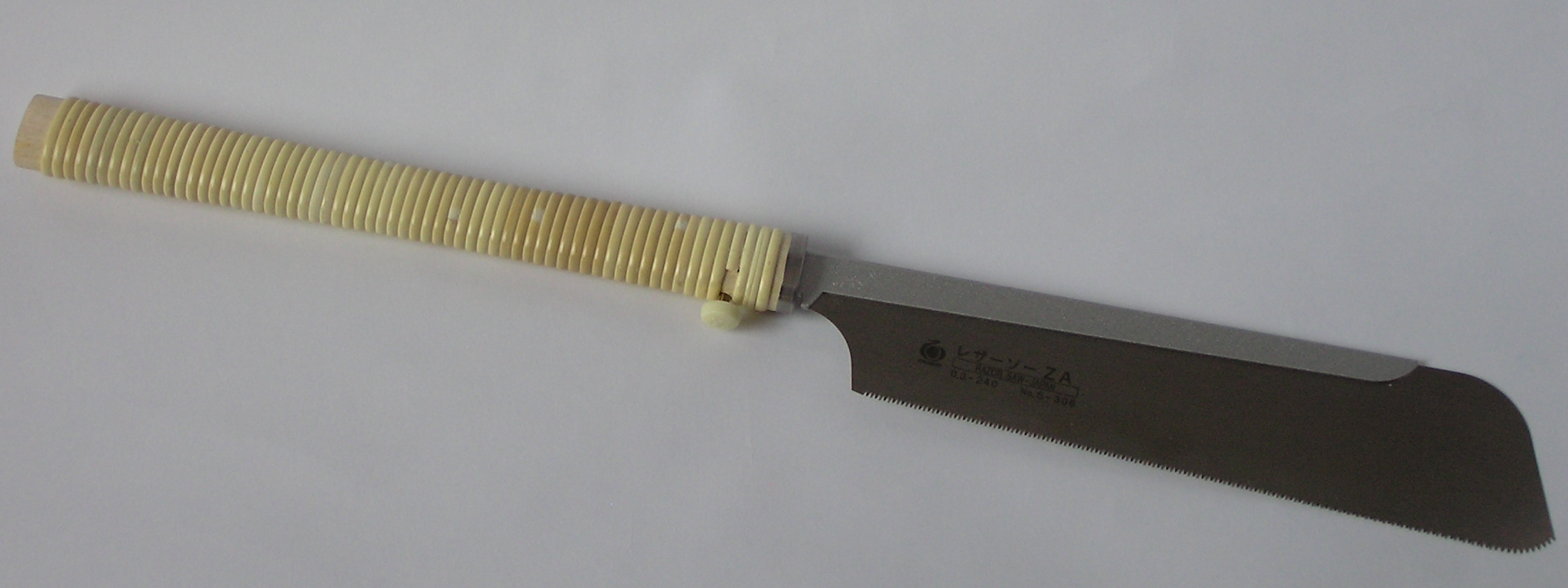
یک دوزوکی

اره ژاپنی یا nokogiri (鋸) (鋸)،نوعی اره است که در نجاری و نجاری ژاپنی استفاده می‌شودکه این اره بر خلاف اکثر اره‌های اروپایی که با ضربه فشاری برش می‌دهند، برش را بر روی حرکت کششی انجام می‌دهند. اره‌های ژاپنی شناخته شده‌ترین اره‌های کششی هستند، اما در چین، ایران، عراق، کره، نپال و ترکیه نیز استفاده می‌شود. در میان اره‌های اروپایی، هم اره‌های مقابله‌ای برای نجاری و هم اره‌های جواهرسازی برای فلزکاری نیز مانند اره‌های ژاپنی، بر روی حرکت کششی می‌برند.